# 33. Festiwal Polskich Filmów Fabularnych w Gdyni

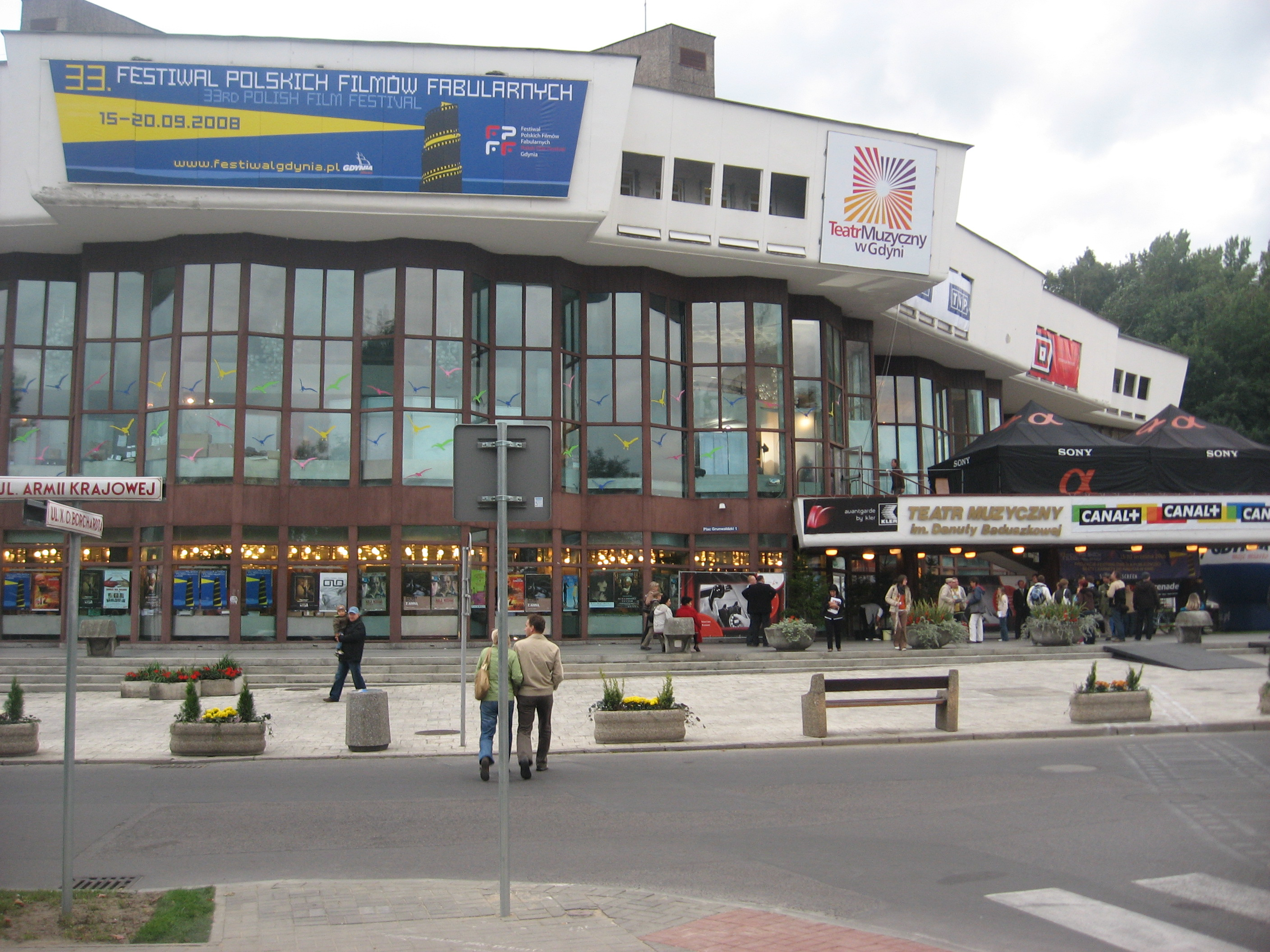
Teatr Muzyczny – główna scena festiwalu

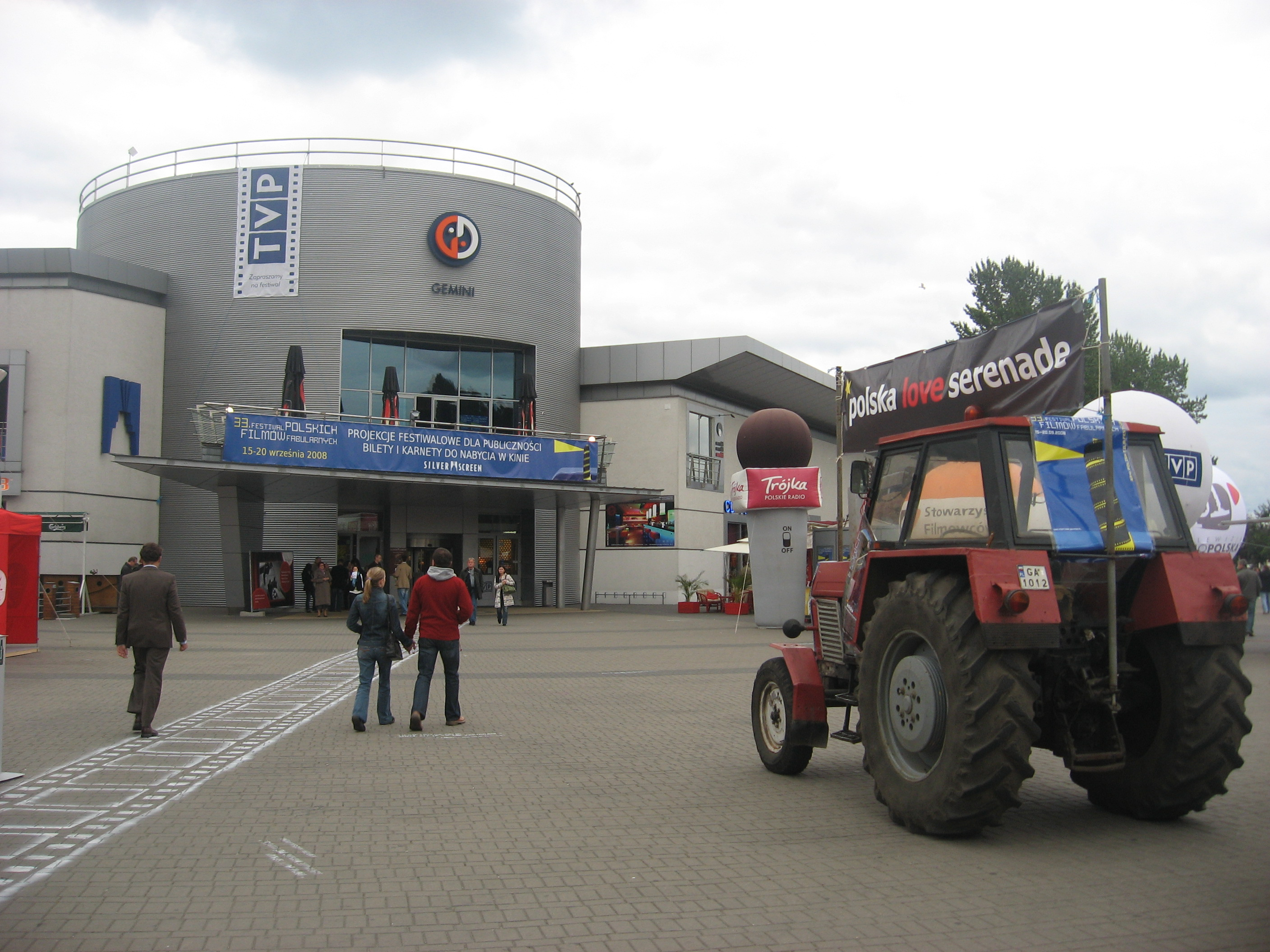
Silver Screen – miejsce pokazów festiwalowych dla publiczności

33. Festiwal Polskich Filmów Fabularnych 2008 w Gdyni – odbył się w dniach 15-20 września 2008 roku.
20 września odbyła się uroczysta gala w Teatrze Muzycznym transmitowana przez TVP2 podczas której wręczono nagrody.

## Filmy startujące w konkursach

### Konkurs główny
1. 0 1 0 – reż. Piotr Łazarkiewicz
2. 33 sceny z życia – reż. Małgorzata Szumowska
3. Boisko bezdomnych – reż. Kasia Adamik
4. Bracia Karamazow – reż. Petr Zelenka
5. Cztery noce z Anną – reż. Jerzy Skolimowski
6. Droga do raju – reż. Gerwazy Reguła
7. Drzazgi – reż. Maciej Pieprzyca
8. Jeszcze nie wieczór – reż. Jacek Bławut
9. Lejdis – reż. Tomasz Konecki
10. Lekcje pana Kuki – reż. Dariusz Gajewski
11. Mała Moskwa – reż. Waldemar Krzystek
12. Niezawodny system – reż. Izabela Szylko
13. Ranczo Wilkowyje – reż. Wojciech Adamczyk
14. Rysa – reż. Michał Rosa
15. Senność – reż. Magdalena Piekorz
16. Serce na dłoni – reż. Krzysztof Zanussi

### Konkurs kina niezależnego
1. Antara – reż. Izabela Przylipiak
2. Dla ciebie i ognia – reż. Tomasz Zasada, Mateusz Jemioł
3. Ego – reż. Krzysztof Jankowski
4. Klinika – reż. Anna Maciejowska
5. Manfred Tryb – reż. Tomasz Karpowicz
6. Marta – reż. Adam Uryniak
7. Może tak być – reż. Robert Wist
8. Nie ma o czym milczeć – reż. Maciej Buchwald
9. Ocalony – reż. Alan Uran
10. Okazja – reż. Krzysztof Ryczek
11. Raz, dwa, trzy – reż. Aleksandra Ząb
12. Różowy klucz – reż. Franciszek Dzida
13. Rubinowe gody – reż. Andrzej Mańkowski
14. Świtem – reż. Grzegorz Szarafiński
15. Wesołych świąt – reż. Tomasz Jurkiewicz
16. Wszystko, co najlepsze – reż. Mathias Mezler
17. Związek na odległość – reż. Dominik Matwiejczyk

### Konkurs etiud fabularnych i fabularnych filmów dyplomowych studentów szkół filmowych
1. Aria Diva – reż. Agnieszka Smoczyńska
2. Bez wizy – reż. Bartosz Paduch
3. Czego nikt nie wie – reż. Maciej Prykowski
4. Czerwona kropka – reż. Linn Karen Foerland, Mariko Saga
5. Dear Word – reż. Kei Ishikawa
6. Dokładnie tam – reż. Cezary Iber
7. Dzieci i ryby głosu nie mają – reż. Miron Wojdyło
8. Dziewczyny – reż. Monika Filipowicz
9. Historia Samotności – reż. Mathew Szymanowski
10. Jak to jest być moją matką – reż. Norah McGettigan
11. Lalki – reż. Aleksandra Bober-Karwowska
12. Luksus – reż. Jarosław Sztandera
13. Meles Meles – reż. Jędrzej Bączyk
14. Myjnia – reż. Jan P. Matuszyński
15. Nagle na zawsze – reż. Zbigniew Bzymek
16. Pan Much – reż. Marcin Władyniak
17. Papieros – reż. Leszek Korusiewicz
18. Pralnia – reż. Michał Dąbal
19. Syjamoza – reż. Bartosz Warwas
20. Szafy – reż. Karol Moch
21. Trening – reż. Julia Kolberger
22. Ty i ja – reż. Monika Filipowicz
23. Universal spring – reż. Anna Karasińska
24. W drodze – reż. Paweł Wysoczański
25. Warszawianka – reż. Marcin Maziarzewski
26. Wschód – reż. Stefan Kubicki
27. Za horyzont – reż. Jakub Czekaj
28. Zabłąkane sny – reż. Marek Birner

### Panorama kina polskiego
Ponadto w ramach festiwalu odbyła się Panorama kina polskiego, w której skład weszły następujące filmy:
1. Jak żyć – reż. Szymon Jakubowski
2. Mała wielka miłość – reż. Łukasz Karwowski
3. Nie kłam kochanie – reż. Piotr Wereśniak
4. Pryzmat zbrodni – reż. Jarek Kupść
5. Rozmowy nocą – reż. Maciej Żak
6. Skorumpowani – reż. Jarosław Żamojda
7. Stary człowiek i pies – reż. Witold Leszczyński, Andrzej Kostenko
8. Teraz i zawsze – reż. Artur Pilarczyk

## Skład jury
- Robert Gliński – reżyser, scenarzysta (przewodniczący)
- Janusz Anderman – pisarz, scenarzysta filmowy, tłumacz
- Rudolf Biermann – producent
- Ryszard Horowitz – fotograf
- Sławomir Idziak – operator, reżyser
- Edward Pałłasz – kompozytor, pedagog
- Ewa Różewicz – montażystka
- Dorota Segda – aktorka
- Jerzy Zieliński – operator

## Laureaci

### Konkurs główny
- Złote Lwy: Mała Moskwa, reż. Waldemar Krzystek
- Srebrne Lwy: Jeszcze nie wieczór, reż. Jacek Bławut
- Nagroda Stowarzyszenia Filmowców Polskich: 0 1 0, reż. Piotr Łazarkiewicz
- Reżyseria: Małgorzata Szumowska (33 sceny z życia)
- Scenariusz: Michał Rosa (Rysa)
- Debiut reżyserski: Maciej Pieprzyca (Drzazgi)
- Rola kobieca: Swietłana Chodczenkowa (Mała Moskwa)
- Rola męska: Jan Nowicki (Jeszcze nie wieczór)
- Debiut aktorski: Karolina Piechota (Drzazgi)
- Zdjęcia: Michał Englert (33 sceny z życia)
- Muzyka: Paweł Mykietyn (33 sceny z życia)
- Scenografia: Marek Zawierucha (Cztery noce z Anną)
- Drugoplanowa rola kobieca: Małgorzata Hajewska-Krzysztofik (33 sceny z życia)
- Drugoplanowa rola męska: Eryk Lubos (Boisko bezdomnych)
- Dźwięk: Gerard Rousseau, Philippe Lauliac i Frederic De Ravignan (Cztery noce z Anną)
- Montaż: Leszek Starzyński ('Drzazgi')
- Kostiumy: Katarzyna Lewińska i Magdalena J. Rutkiewicz ('Boisko bezdomnych')
- Wyróżnienia: Jadwiga Jankowska-Cieślak oraz Krzysztof Stroiński za grę w filmie 'Rysa' i Jerzy Skolimowski za reżyserię filmu Cztery noce z Anną

### Konkurs Kina Niezależnego
- Grand Prix: Nie ma o czym milczeć reż. Maciej Buchwald
- Nagroda specjalna jury: Rubinowe gody reż. Andrzej Mańkowski
- Wyróżnienie za sprawność realizacyjną: Dla ciebie i ognia, reż. Tomasz Zasada i Mateusz Jemioł

### Konkurs Młodego Kina
- Grand Prix: Luksus, reż. Jarosław Sztandera
- Nagroda specjalna jury: Aria Diva reż. Agnieszka Smoczyńska
- Wyróżnienia honorowe: Jak to jest być moją matką, reż. Miron Wojdyło i Dzieci i ryby głosu nie mają reż. Norah McGettigan

### Nagrody pozaregulaminowe
- Nagroda organizatorów festiwali i przeglądów filmu polskiego za granicą: Cztery noce z Anną za przewrotną opowieść o miłości, w urzekającej formie filmowej
- Nagroda Publiczności „Złoty Klakier”: Senność, reż. Magdalena Piekorz
- Nagroda Dziennikarzy: 33 sceny z życia, reż. Małgorzata Szumowska
- Nagroda Publiczności kina Silver Screen: Boisko bezdomnych, reż. Kasia Adamik
- Nagroda Rady Programowej TVP: Mała Moskwa
- Nagroda Prezesa TVP: Mała Moskwa oraz Swietłana Chodczenkowa grająca główną rolę w tym filmie
- Bursztynowe Lwy (film o najwyższej frekwencji w minionym roku): Katyń
- Don Kichot, Nagroda Polskiej Federacji Dyskusyjnych Klubów Filmowych: Bracia Karamazow, reż. Petr Zelenka
- Nagroda Stowarzyszenia Kin Studyjnych i Lokalnych: 33 sceny z życia
- Platynowe Lwy: Stanisław Różewicz